# Хаген, Висконсин
Хаген, Висконсин (енгл. Haugen) град је у америчкој савезној држави Висконсин.

## Демографија
По попису из 2010. године број становника је 287, што је 0 (0,0%) становника више него 2000. године.
| Група             | 2000.       | 2010.       |
| Белци             | 285 (99,3%) | 269 (93,7%) |
| Афроамериканци    | 0 (0,0%)    | 0 (0,0%)    |
| Азијати           | 0 (0,0%)    | 2 (0,7%)    |
| Хиспаноамериканци | 2 (0,7%)    | 5 (1,7%)    |
| Укупно            | 287         | 287         |